# 8×56 mm R
A 8×56R az Osztrák–Magyar Monarchia által az első világháborúban használt 8x50R-es peremes puskatöltény nyújtottabb nyakú hegyes lőszerrel szerelt továbbgondolt változata. Az 1930-ban  Ausztria és 1931-ben Magyarország rendszeresítette. A Magyar Királyi Honvédség által a második világháború alatt leginkább használt gyalogsági puskalőszer. A Schwarzlose MG M.07/12géppuskát  is feldörzsárazták ehhez a lőszerhez. A 31M és 35 M. ismétlőpuskákhoz 5 töltényes töltőkerettel . A svájci solothurn MG30-as géppuskák magyar licenc,  31 M Solothurn géppuskáihoz 25-ös tárakban használták. Magyarországon 1956-ig gyártottak hozzá lőszert. Jelenleg a szerb Prvi Partizan valamint az amerikai Hornady lőszergyár gyártja.

## 8×56 mm R lőszert használó lőfegyverek
- Steyr-Mannlicher M1895
- Schwarzlose MG M.07/12
- 31 M Solothurn
- MG30